# Tymotka łąkowa
Tymotka łąkowa, brzanka pastewna (Phleum pratense L.) – gatunek rośliny zielnej z rodziny wiechlinowatych (traw). Występuje jako gatunek rodzimy w strefie umiarkowanej Eurazji oraz w Maroku w Afryce. Jako gatunek introdukowany rośnie na obu kontynentach amerykańskich, na Dalekim Wschodzie oraz w Australii. W Polsce gatunek jest pospolity na całym obszarze.

## Morfologia

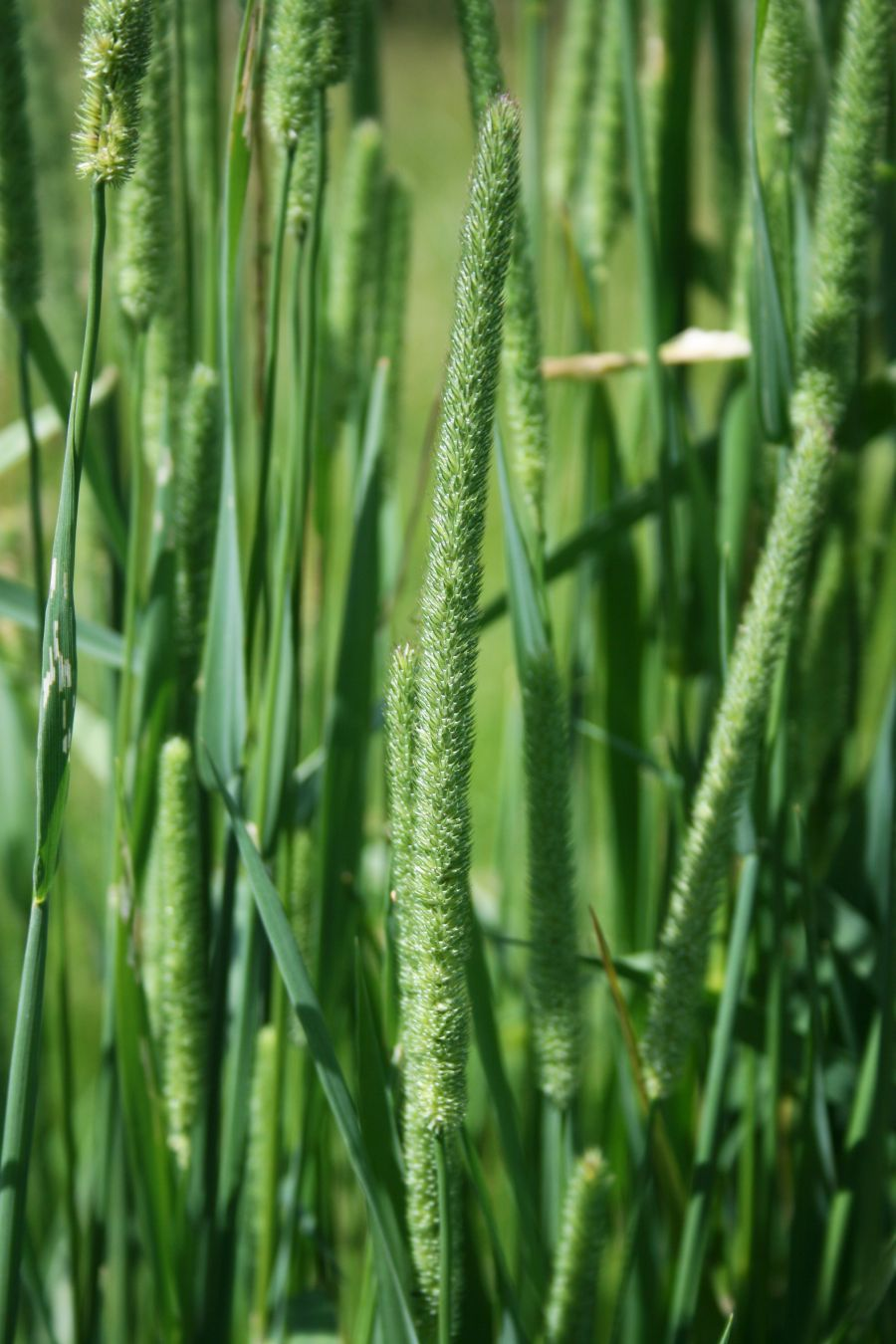
Kwiatostany

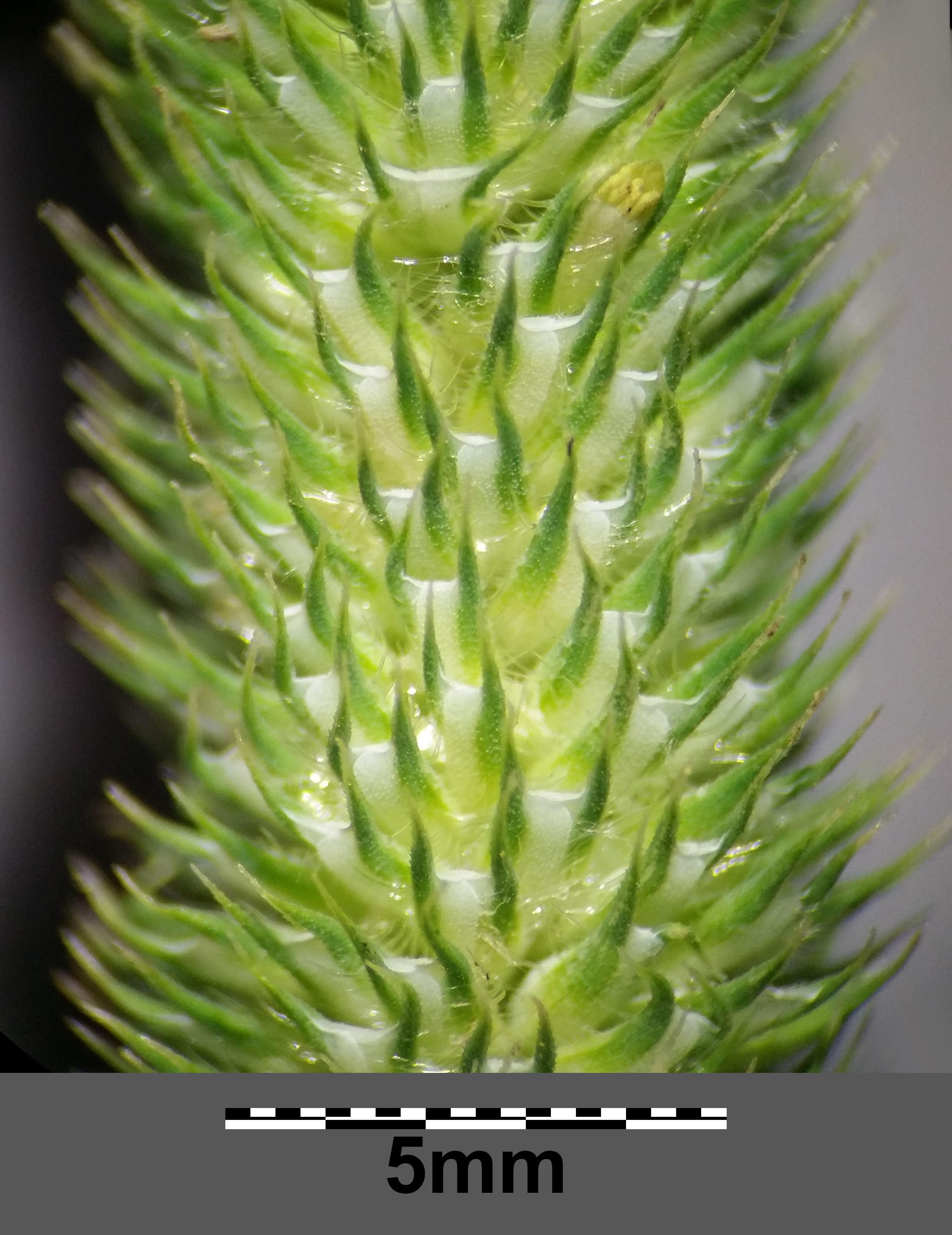
Fragment kwiatostanu

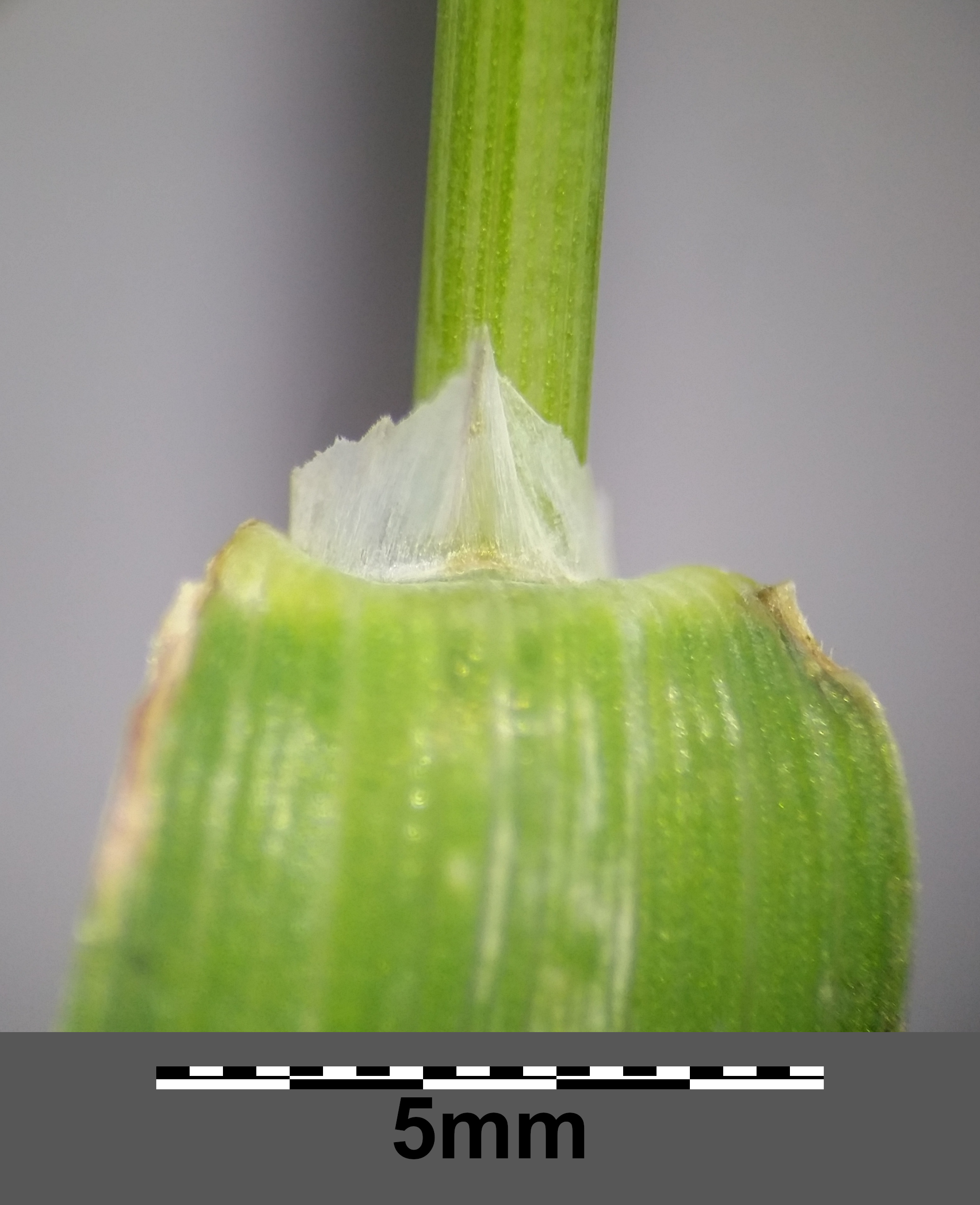
Języczek liściowy

PokrójBylina tworząca luźne kępki złożone z licznych pędów skróconych. Osiąga wysokość do 1,5 m.
ŁodygaŹdźbła okrągłe, prosto wzniesione, podzielone na międzywęźla.
LiścieMają kształt lancetowaty, są płaskie i matowe. Pochwy liściowe są otwarte, zachodzą na siebie brzegami. Szerokość liści dochodzi do 1 cm, języczek liściowy ma do 5 mm szerokości i jest ostro zakończony.
KwiatyZebrane w walcowatą wiechę o bardzo krótkich gałązkach, przez co przypomina swoim wyglądem kłos. Wiecha ma długość zwykle do 12 cm, rzadziej nawet ponad 30 cm i grubość 4-12 mm, jest sztywna i zielona (czasami podbarwiona na fioletowo), żółto- lub szarozielona. Kłoski są jednokwiatowe, długości nieco ponad 3 mm. Plewy ok. 3 mm długości z wyrostkami ościstymi do 2,5 mm długości. Na szczycie są poprzecznie ucięte, nie wygięte, z prostą, orzęsioną linią grzbietową. Plewki błoniaste, spiczaste, gęsto pokryte włoskami. Pylniki mają żółty lub fioletowy kolor, a znamiona słupka są wachlarzowate lub piórkowate. Kwitnie w czerwcu-lipcu.
OwocOplewiony ziarniak, łatwo wypada z plewek.

## Biologia i ekologia
Występuje na glebach mineralnych, średnio zwięzłych oraz torfowych. Lubi stanowiska żyzne, umiarkowanie wilgotne i wilgotne, dobrze znosi zalewy. Hemikryptofit. W klasyfikacji zbiorowisk roślinnych gatunek charakterystyczny dla Cl. Molinio-Arrhenatheretea (podgat. P. pratense subsp. pratense).
Ta europejska roślina została przypadkowo przeniesiona na kontynent amerykański przez pierwszych osadników. Po raz pierwszy została opisana w 1711 roku przez botanika Johna Hurda opisującego rośliny rosnące w New Hampshire. Nadał jej nazwę Hurd Grass.  Obecnie roślina rośnie na większości terytorium Stanów Zjednoczonych i Kanady. Tymotka łąkowa razem z wiechliną łąkową dały poetycką nazwę stanu Kentucky nazywanego bluegrass state (pol. stan niebieskich traw).

## Zastosowanie
Cenna roślina łąkowa i pastwiskowa. Znajduje się w rejestrze roślin rolniczych Unii Europejskiej. Jest trawą o bardzo wysokich walorach pokarmowych i smakowych. Może być stosowana na łąki i pastwiska. Nie wymaga żyznej gleby, jest odporna na mrozy, ale niezbyt dobrze znosi suszę. Dobrze znosi spasanie. Na łąkach musi być koszona przed wykłoszeniem, po wykłoszeniu bowiem szybko drewnieje i siano ma mniejszą wartość użytkową.